# Epitola pinodes
Epitola pinodes är en fjärilsart som beskrevs av Druce 1890. Epitola pinodes ingår i släktet Epitola och familjen juvelvingar. Inga underarter finns listade i Catalogue of Life.